# Wilfried Schwerin von Krosigk
Wilfried Schwerin von Krosigk (* 1954) ist ein deutscher Künstler, Autor  und Drehbuchautor.

## Leben
Schwerin von Krosigk ist der Sohn von Anton Graf Schwerin von Krosigk.
Den Wehrdienst hat er verweigert, ein nachfolgendes Jurastudium brach er ab. Eigenen Angaben zufolge absolvierte er ab 1979 ein Kunststudium in der Malklasse von Werner Schriefers und war ab 1980 als Illustrator und Karikaturist tätig. Schwerin von Krosigk lebte ab 1985 lange Jahre in New York als Künstler und zog 1994 nach Berlin. Kurz danach fing er an, Drehbücher für Fernsehproduktionen zu verfassen. Er ist seit kurz nach der Jahrtausendwende mit der in Kanada geborenen Diplomatentochter Sue Schwerin von Krosigk, geb. Boos, verheiratet, und schreibt mit ihr sowohl Drehbücher als auch Romane.

## Privates
Wilfried Schwerin von Krosigk ist ein Enkelkind von Johann Ludwig Graf Schwerin von Krosigk.

## Veröffentlichungen
- mit Sue Schwerin von Krosigk: Der Minutenschläfer, Bebra-Verlag, Berlin 2016, ISBN 978-3-89809-544-0
- mit Sue Schwerin von Krosigk: Die Pergamon-Morde, Bebra-Verlag, Berlin 2017, ISBN 978-3-89809-545-7
- mit Sue Schwerin von Krosigk: Der Totenversteher, Bebra-Verlag, Berlin 2018, ISBN 978-3-89809-550-1

## Filmografie (Auswahl)
- 1997: Faust – Villa Palermo (Drehbuch)
- 2004: Das Bernstein-Amulett (Drehbuch)
- 2006: Folge deinem Herzen (Drehbuch)
- 2012: Inseln vor dem Wind (Drehbuch)
- 2014: Ein Fall von Liebe (zwei Folgen, Drehbuch)